# Giangiacomo Teodoro Trivulzio
Giangiacomo Teodoro Trivulzio (né à Milan en 1597, et mort à Milan le 3 août 1656) est un cardinal italien du XVIIe siècle. Il est un parent des cardinaux Antonio Trivulzio, seniore (1500), Agostino Trivulzio (1517) et Antonio Trivulzio, iuniore (1557) et est l'arrière-petit-neveu du cardinal Scaramuccia Trivulzio (1517).

## Repères biographiques
Giangiacomo Teodoro Trivulzio est chevalier de l'ordre de Santiago. Il se marie en 1615 avec Giovanna Maria Grimaldi, fille d'Ercole Ier de Monaco et ils ont deux filles et un fils. Sa femme meurt en 1620. Il est naturalisé allemand en 1625 et est clerc de la chambre apostolique, protonotaire apostolique et gouverneur de Collescipoli.
Trivulzio est créé cardinal par le pape Urbain VIII lors du consistoire du 19 novembre 1629. Le cardinal Trivulzio est légat dans les Marches, gouverneur général de la milice nationale de Milan, commissaire impérial, grande d'Espagne et vice-roi et capitaine général d'Aragón, président et capitaine général du royaume de Sicile et gouverneur et capitaine général du duché de Milan.
Trivulzio participe au conclave de 1644, lors duquel Innocent X est élu et au conclave de 1655 (élection de Alexandre VII).

## Œuvres

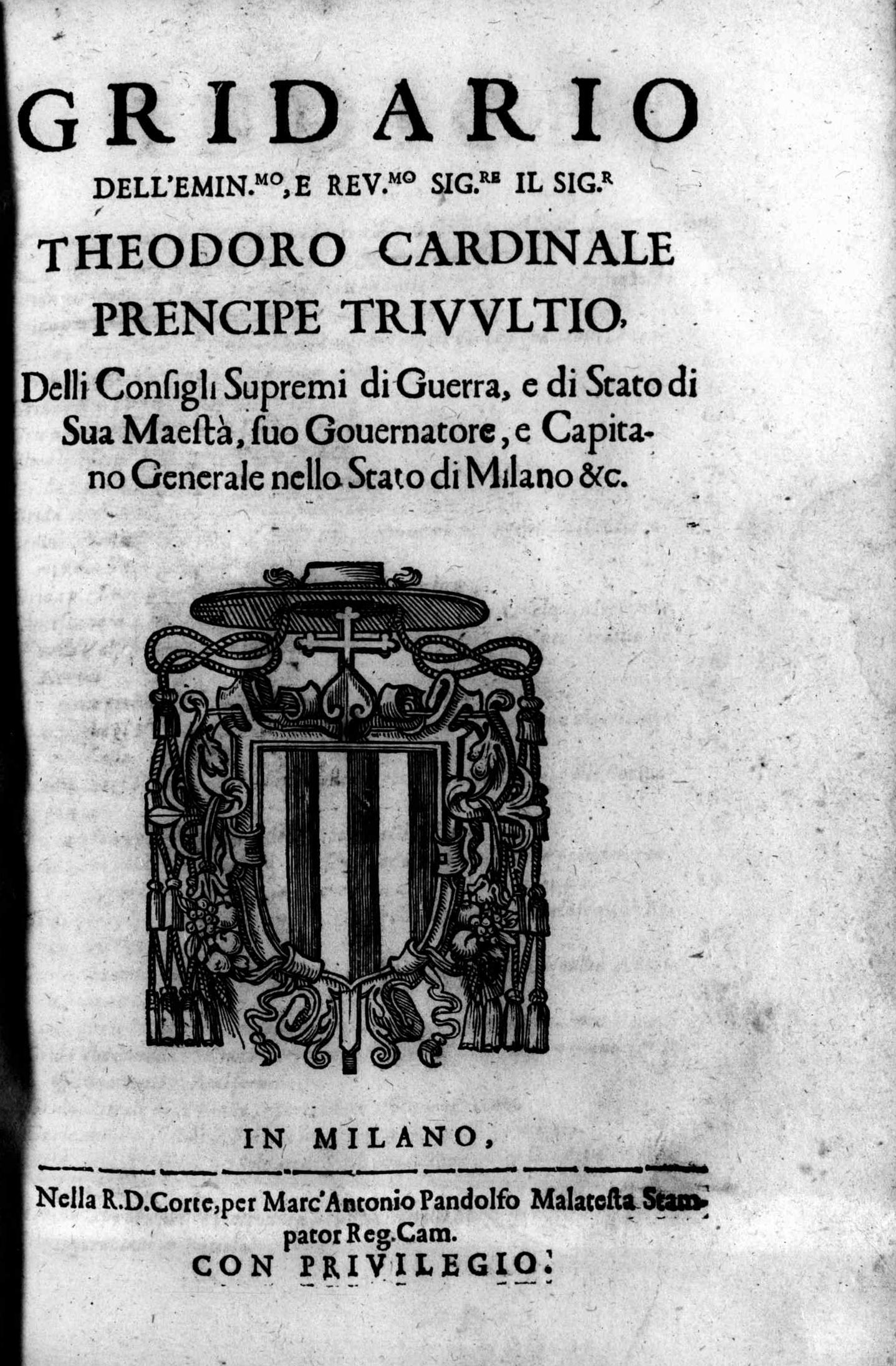
Gridario dell'eminentissimo e reverendissimo signore il signor Theodoro cardinale principe Trivulzio, 1656

- (it) Gridario dell'eminentissimo e reverendissimo signore il signor Theodoro cardinale principe Trivulzio, Milano, Marco Antonio Pandolfo Malatesta, 1656 (lire en ligne)